# Lista jocurilor video The Legend of Zelda
Această listă conține o enumerare a jocurilor video The Legend of Zelda.
| Titlu                                               | Sistem                  | An lansare | Japonia | Statele Unite ale Americii | Uniunea Europeană |
| --------------------------------------------------- | ----------------------- | ---------- | ------- | -------------------------- | ----------------- |
| The Legend of Zelda                                 | Famicom Disk System     | 1986       | DA      | NU                         | NU                |
| The Legend of Zelda                                 | NES                     | 1987       | NU      | DA                         | DA                |
| Zelda II: The Adventure of Link                     | Famicom Disk System     | 1987       | DA      | NU                         | NU                |
| Zelda II: The Adventure of Link                     | NES                     | 1988       | NU      | DA                         | DA                |
| The Legend of Zelda: A Link to the Past             | Super NES               | 1991       | DA      | DA                         | DA                |
| The Legend of Zelda: Link's Awakening               | Game Boy                | 1993       | DA      | DA                         | DA                |
| BS Zelda no Densetsu                                | Satellaview             | 1995       | DA      | NU                         | NU                |
| BS Zelda no Densetsu Kodai no Sekiban               | Satellaview             | 1997       | DA      | NU                         | NU                |
| The Legend of Zelda: Ocarina of Time                | Nintendo 64             | 1998       | DA      | DA                         | DA                |
| The Legend of Zelda: Link's Awakening DX            | Game Boy Color          | 1998       | DA      | DA                         | DA                |
| The Legend of Zelda: Majora's Mask                  | Nintendo 64             | 2000       | DA      | DA                         | DA                |
| The Legend of Zelda: Oracle of Seasons              | Game Boy Color          | 2001       | DA      | DA                         | DA                |
| The Legend of Zelda: Oracle of Ages                 | Game Boy Color          | 2001       | DA      | DA                         | DA                |
| The Legend of Zelda: A Link to the Past/Four Swords | Game Boy Advance        | 2002       | DA      | DA                         | DA                |
| The Legend of Zelda: Ocarina of Time Master Quest   | Nintendo GameCube       | 2002       | DA      | DA                         | DA                |
| The Legend of Zelda: The Wind Waker                 | Nintendo GameCube       | 2002       | DA      | DA                         | DA                |
| The Legend of Zelda: Collector's Edition            | Nintendo GameCube       | 2003       | DA      | DA                         | DA                |
| The Legend of Zelda: Four Swords Adventures         | Nintendo GameCube       | 2004       | DA      | DA                         | DA                |
| Classic NES Series: The Legend of Zelda             | Game Boy Advance        | 2004       | DA      | DA                         | DA                |
| Classic NES Series: Zelda II: The Adventure of Link | Game Boy Advance        | 2004       | DA      | DA                         | DA                |
| The Legend of Zelda: The Minish Cap                 | Game Boy Advance        | 2004       | DA      | DA                         | DA                |
| The Legend of Zelda: Twilight Princess              | Nintendo GameCube & Wii | 2006       | DA      | DA                         | DA                |
| The Legend of Zelda: Phantom Hourglass              | Nintendo DS             | 2007       | DA      | DA                         | DA                |
| The Legend of Zelda: Spirit Tracks                  | Nintendo DS             | 2009       | DA      | DA                         | DA                |